# Partecipanti al Giro dei Paesi Baschi 2001
Elenco dei partecipanti al Giro dei Paesi Baschi 2001.
Il Giro dei Paesi Baschi 2001 fu la quarantunesima edizione della corsa. Alla competizione presero parte 19 squadre, ciascuna delle quali composta da otto corridori, per un totale di 152 ciclisti. La corsa partì il 9 aprile da Asteasu e terminò il 13 aprile a Lasarte-Oria, dove tagliarono il traguardo 122 corridori.

## Corridori per squadra
| Team Deutsche Telekom | Team Deutsche Telekom | Team Deutsche Telekom | Mercatone Uno-Scanavino | Mercatone Uno-Scanavino | Mercatone Uno-Scanavino | ONCE                         | ONCE                         | ONCE                         |
| --------------------- | --------------------- | --------------------- | ----------------------- | ----------------------- | ----------------------- | ---------------------------- | ---------------------------- | ---------------------------- |
| 1                     | -                     |                       | 11                      | Massimo Podenzana       | 120º                    | 21                           | Abraham Olano                | 13º                          |
| 2                     | Kai Hundertmark       | 119º                  | 12                      | Marco Velo              | 26º                     | 22                           | Igor González de Galdeano    | 53º                          |
| 3                     | Udo Bölts             | 38º                   | 13                      | Igor Astarloa           | 28º                     | 23                           | Mikel Zarrabeitia            | 23º                          |
| 4                     | Alberto Elli          | 58º                   | 14                      | Daniel Clavero          | 85º                     | 24                           | Jan Hruška                   | 80º                          |
| 5                     | Giuseppe Guerini      | 98º                   | 15                      | Riccardo Forconi        | 122°                    | 25                           | Jörg Jaksche                 | 78º                          |
| 6                     | Andrej Mizurov        | 88º                   | 16                      | Simone Borgheresi       | 117º                    | 26                           | José Azevedo                 | 8º                           |
| 7                     | Rolf Aldag            | NP 5ª-2               | 17                      | Daniele De Paoli        | 90º                     | 27                           | Mikel Pradera                | 24º                          |
| 8                     | Aleksandr Vinokurov   | R 4ª                  | 18                      | Oscar Mason             | 50º                     | 28                           | Marcos Serrano               | 3º                           |
| Liquigas-Pata         | Liquigas-Pata         | Liquigas-Pata         | Mapei-Quick Step        | Mapei-Quick Step        | Mapei-Quick Step        | Tacconi Sport-Vini Caldirola | Tacconi Sport-Vini Caldirola | Tacconi Sport-Vini Caldirola |
| 31                    | Davide Rebellin       | R 5ª-1                | 41                      | Stefano Garzelli        | 45º                     | 51                           | Peter Luttenberger           | 19º                          |
| 32                    | Serhij Hončar         | 30º                   | 42                      | Stefano Zanini          | R 5ª-1                  | 52                           | Nicola Miceli                | R 4ª                         |
| 33                    | Gianni Faresin        | 34º                   | 43                      | Manuel Beltrán          | 37º                     | 53                           | Massimo Donati               | 39º                          |
| 34                    | Gorazd Štangelj       | 62º                   | 44                      | Andrea Tafi             | NP 4ª                   | 54                           | Eddy Mazzoleni               | 18º                          |
| 35                    | Fabio Malberti        | R 3ª                  | 45                      | Paolo Lanfranchi        | R 5ª-1                  | 55                           | Patrick Calcagni             | 112º                         |
| 36                    | Cristiano Frattini    | 107º                  | 46                      | Andrea Noè              | 11º                     | 56                           | Ruggero Borghi               | R 2ª                         |
| 37                    | Ellis Rastelli        | 76º                   | 47                      | Rinaldo Nocentini       | 81º                     | 57                           | Sandro Giacomelli            | 103º                         |
| 38                    | Fausto Dotti          | 83º                   | 48                      | David Cañada            | 47º                     | 58                           | Giuseppe Di Grande           | 33º                          |
| Rabobank              | Rabobank              | Rabobank              | iBanesto.com            | iBanesto.com            | iBanesto.com            | Domo-Farm Frites             | Domo-Farm Frites             | Domo-Farm Frites             |
| 61                    | Michael Boogerd       | 7º                    | 71                      | Dariusz Baranowski      | 21º                     | 81                           | Axel Merckx                  | 36º                          |
| 62                    | Addy Engels           | 104º                  | 72                      | Tomasz Brożyna          | 67º                     | 82                           | Dave Bruylandts              | 35º                          |
| 63                    | Beat Zberg            | 20º                   | 73                      | Juan Carlos Domínguez   | 5º                      | 83                           | Steve De Wolf                | 79º                          |
| 64                    | Maarten den Bakker    | 70º                   | 74                      | Unai Osa                | 40º                     | 84                           | Leif Hoste                   | R 1ª                         |
| 65                    | Marc Lotz             | 61º                   | 75                      | José Luis Arrieta       | 52º                     | 85                           | Steven Kleynen               | 56º                          |
| 66                    | Grischa Niermann      | 97º                   | 76                      | Cândido Barbosa         | R 5ª-1                  | 86                           | Tomáš Konečný                | 43º                          |
| 67                    | Bram de Groot         | 101º                  | 77                      | César Solaun            | 42º                     | 87                           | Koos Moerenhout              | 87º                          |
| 68                    | Geert Verheyen        | 57º                   | 78                      | David Latasa            | 93º                     | 88                           | Glenn Magnusson              | 121º                         |
| Festina               | Festina               | Festina               | Team Coast              | Team Coast              | Team Coast              | Fassa Bortolo                | Fassa Bortolo                | Fassa Bortolo                |
| 91                    | Ángel Casero          | 92º                   | 101                     | Alex Zülle              | 9º                      | 111                          | Francesco Casagrande         | 6º                           |
| 92                    | David Plaza           | 41º                   | 102                     | Fernando Escartín       | 77º                     | 112                          | Wladimir Belli               | R 3ª                         |
| 93                    | Michel Klinger        | R 5ª-1                | 103                     | Aitor Garmendia         | 22º                     | 113                          | Dario Frigo                  | 10º                          |
| 94                    | Luis Pérez            | 91º                   | 104                     | Mauro Gianetti          | 71º                     | 114                          | Oscar Pozzi                  | 89º                          |
| 95                    | Francisco Lara        | 106º                  | 105                     | Daniel Becke            | R 3ª                    | 115                          | Ivan Basso                   | 73º                          |
| 96                    | José Luis Rebollo     | 94º                   | 106                     | Niki Aebersold          | 95º                     | 116                          | Luca Mazzanti                | 74º                          |
| 97                    | Iván Sastre           | 68º                   | 107                     | Sascha Henrix           | R 5ª-1                  | 117                          | Andrea Peron                 | 60º                          |
| 98                    | Félix García Casas    | 32º                   | 108                     | Roland Meier            | R 5ª-1                  | 118                          | Raimondas Rumšas             | 1º                           |
| Lampre-Daikin         | Lampre-Daikin         | Lampre-Daikin         | Lotto-Adecco            | Lotto-Adecco            | Lotto-Adecco            | Mercury-Viatel               | Mercury-Viatel               | Mercury-Viatel               |
| 121                   | Oscar Camenzind       | 16º                   | 131                     | Mario Aerts             | 12º                     | 141                          | Pavel Tonkov                 | 46º                          |
| 122                   | Frank Vandenbroucke   | R 3ª                  | 132                     | Serge Baguet            | 72º                     | 142                          | Andrej Teterjuk              | 109º                         |
| 123                   | Juan Manuel Gárate    | 69º                   | 133                     | Christophe Brandt       | NP 5ª-2                 | 143                          | Niklas Axelsson              | NP 5ª-2                      |
| 124                   | Sergio Barbero        | 48º                   | 134                     | Glenn D'Hollander       | 114º                    | 144                          | Chann McRae                  | NP 5ª-2                      |
| 125                   | Simone Bertoletti     | 103º                  | 135                     | Steve Vermaut           | 59º                     | 145                          | Floyd Landis                 | 75º                          |
| 126                   | Massimo Codol         | 54º                   | 136                     | Kurt Van De Wouwer      | 25º                     | 146                          | Chris Horner                 | R 1ª                         |
| 127                   | Gabriele Missaglia    | R 2ª                  | 137                     | Ief Verbrugghe          | 96º                     | 147                          | Chris Wherry                 | R 2ª                         |
| 128                   | Gilberto Simoni       | 86º                   | 138                     | Rik Verbrugghe          | 15º                     | 148                          | Jamie Drew                   | R 2ª                         |
| Kelme-Costa Blanca    | Kelme-Costa Blanca    | Kelme-Costa Blanca    | Euskaltel-Euskadi       | Euskaltel-Euskadi       | Euskaltel-Euskadi       | Jazztel-Costa de Almería     | Jazztel-Costa de Almería     | Jazztel-Costa de Almería     |
| 151                   | Francisco Cabello     | 66º                   | 161                     | David Etxebarria        | 4º                      | 171                          | Fabio Roscioli               | R 5ª-1                       |
| 152                   | Ángel Vicioso         | R 5ª-1                | 162                     | Bingen Fernández        | 17º                     | 172                          | Sergej Smetanin              | 102º                         |
| 153                   | Javier Gómez          | 63º                   | 163                     | Unai Etxebarria         | 113º                    | 173                          | Pedro Díaz Lobato            | R 5ª-1                       |
| 154                   | Juan Manuel Cuenca    | 99º                   | 164                     | José Alberto Martínez   | 2º                      | 174                          | Ricardo Valdez               | 31º                          |
| 155                   | Gustavo Otero         | 55º                   | 165                     | Íñigo Chaurreau         | 49º                     | 175                          | Fabio Testi                  | 116º                         |
| 156                   | Francisco León        | 115º                  | 166                     | Ángel Castresana        | 14º                     | 176                          | Aitor Kintana                | 64º                          |
| 157                   | Laurent Desbiens      | R 5ª-1                | 167                     | Mikel Artetxe           | 84º                     | 177                          | José Antonio Garrido         | 100º                         |
| 158                   | Carlos García Quesada | R 2ª                  | 168                     | Txema del Olmo          | 27º                     | 178                          | Darío Gadeo                  | 111º                         |
| Relax-Fuenlabrada     |                       |                       |                         |                         |                         |                              |                              |                              |
| 181                   | Imanol Ayestarán      | 108º                  |                         |                         |                         |                              |                              |                              |
| 182                   | Andres Bermejo        | 82º                   |                         |                         |                         |                              |                              |                              |
| 183                   | Nacor Burgos          | 44º                   |                         |                         |                         |                              |                              |                              |
| 184                   | José Manuel Vázquez   | 29º                   |                         |                         |                         |                              |                              |                              |
| 185                   | David Vázquez         | 118º                  |                         |                         |                         |                              |                              |                              |
| 186                   | Eduardo Hernández     | 110º                  |                         |                         |                         |                              |                              |                              |
| 187                   | Hernán Muñoz          | 51º                   |                         |                         |                         |                              |                              |                              |
| 188                   | Jorge Capitán         | 65º                   |                         |                         |                         |                              |                              |                              |